# Billy Dean

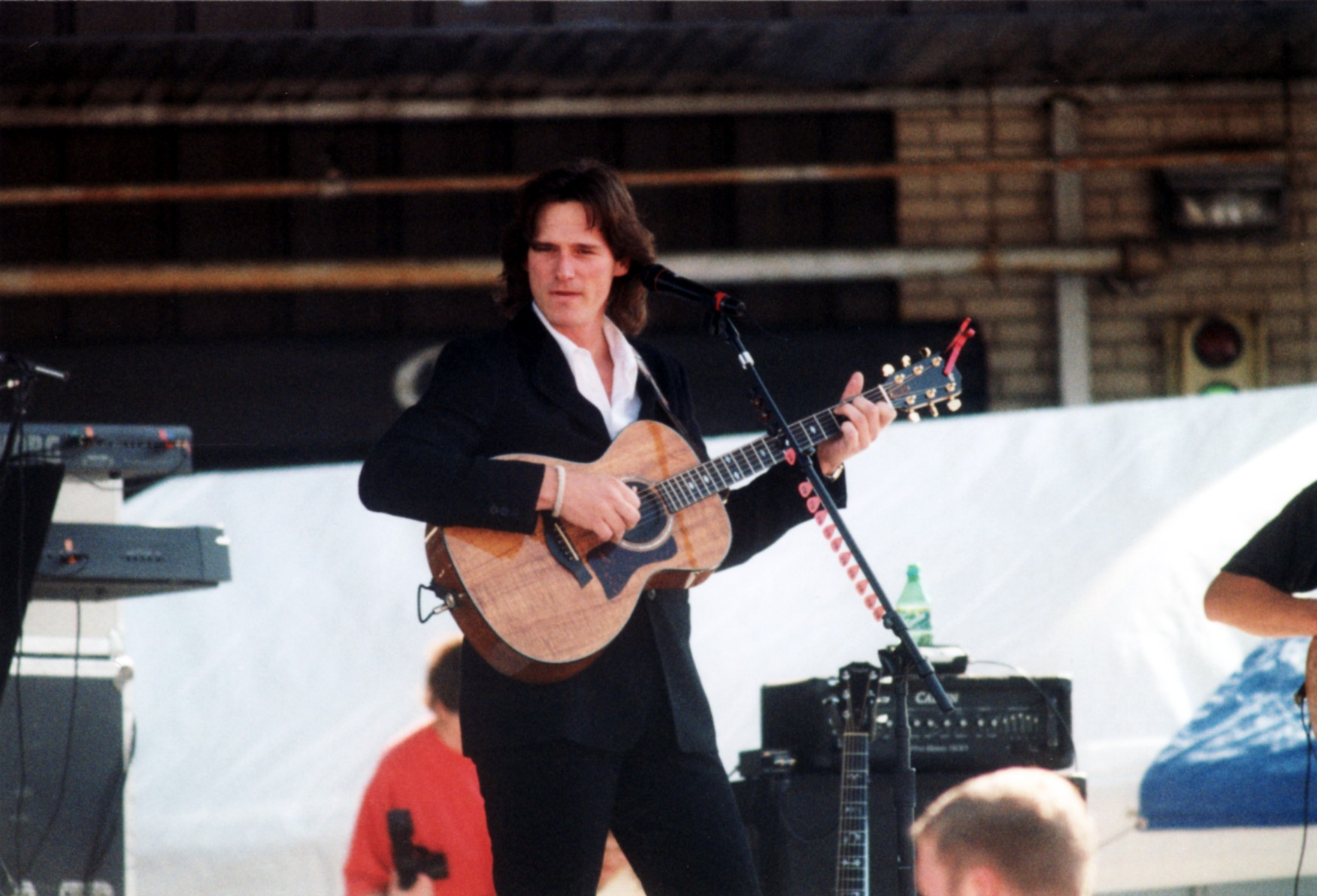
Billy Dean (1998)

William Harold „Billy“ Dean Jr. (* 2. April 1962 in Quincy, Florida) ist ein US-amerikanischer Country-Sänger und -Songschreiber, der in den 1990er Jahren eine Serie von Top-10-Hits hatte.

## Anfänge
Billy Dean spielte erstmals im Alter von acht Jahren in der Band seines Vaters. Als Jugendlicher hatte er Auftritte in Clubs der Golfküste. Dank ausgezeichneter Leistungen im Basketball erhielt er ein College-Stipendium. Sein eigentliches Interesse aber galt der Musik, und so brach er das Studium nach einem Jahr ab. Ein erster wichtiger Karriereschritt war 1982 das Erreichen des Finales eines landesweiten Talentwettbewerbs.
Wenig später zog er nach Nashville, wo er sich als Backup-Sänger, Songwriter und mit dem Einspielen von Werbejingles einige Jahre lang mühsam über Wasser hielt. Dann fand er Anstellung bei einem Musikverlag. 1988 führte der Gewinn des renommierten Star Search Talentwettbewerbs zu einem Schallplattenvertrag mit dem Liberty-Label. 1989 nahm Randy Travis Deans Komposition Somewhere in My Broken Heart für dessen Album No Holdin’ Back auf.

## Karriere
Deans erstes Album Young Man wurde 1990 veröffentlicht. Es enthielt mehrere Eigenkompositionen. Zwei ausgekoppelte Singles konnten sich in der Country-Top-10 platzieren. Somewhere in My Broken Heart wurde von der Academy of Country Music als Song des Jahres ausgezeichnet. Außerdem wurde Billy Dean zum „Nachwuchssänger des Jahres“ gekürt, und es gab eine Grammy-Nominierung.
Sein zweites Album Billy Dean erschien 1991. Erneut wurden mehrere erfolgreiche Singles ausgekoppelt, darunter sein bekanntester Song Billy The Kid. Das Album erzielte hohe Verkaufszahlen und wurde vergoldet. Nach diesen Anfangserfolgen ging es in den nächsten Jahren leicht bergab. Nur noch wenige Singles konnten sich in der Top 10 platzieren. Seine Alben schnitten deutlich besser ab. Das 1993 erschienene Fire In The Dark erreichte Goldstatus ebenso wie sein Greatest Hits-Album und das Debüt-Album Young Man.
Neben seinen musikalischen Aktivitäten arbeitete Dean auch als Schauspieler und wirkte in mehreren Fernsehfilmen mit. Seinen vorerst letzten großen Hit gelang ihm 1996 mit dem Song That Girl’s Been Spyin’ On Me, der Platz fünf der Country-Charts erreichte. 1999 verlor er seinen Schallplattenvertrag. Im Mai 2000 sang er zusammen mit Alison Krauss die Harmoniestimmen bei Kenny Rogers’ Nummer-eins-Hit Buy Me a Rose.
Es dauerte sieben Jahre, bis er 2005 beim Curb-Label mit Let Them Be Little ein neues Album veröffentlichte. Der Titelsong schaffte es nach langen Jahren der Abwesenheit erneut in die Top 10, war aber gleichzeitig auch sein letzter größerer Erfolg. Seit 2005 konnte sich Dean nicht mehr in den Country-Charts platzieren.
Seit bislang letztes Studioalbum erschien 2012 mit dem Titel A Man of Good Fortune für das Indie-Label Rainman.
Zu den Künstlern, die Deans Lieder aufnahmen, gehören die Oak Ridge Boys, Kenny Rogers, Joe Diffie, Chad Brock oder Ricky Skaggs.

## Privat
Dean ist seit 2005 zum zweiten Mal verheiratet. Aus seiner ersten Ehe hat er zwei Kinder. In den 1990er Jahren hatte Dean eine Beziehung mit der Schauspielerin und Sängerin Crystal Bernard, mit der auch die Duette Have We Forgotten What Love Is und To Dream Without You aufnahm.

## Diskografie

### Studioalben
| Jahr | Titel              | Höchstplatzierung, Gesamtwochen, AuszeichnungChartplatzierungen (Jahr, Titel, Platzierungen, Wochen, Auszeichnungen, Anmerkungen) | Höchstplatzierung, Gesamtwochen, AuszeichnungChartplatzierungen (Jahr, Titel, Platzierungen, Wochen, Auszeichnungen, Anmerkungen) | Anmerkungen |
| Jahr | Titel              | US | Country | Anmerkungen |
| ---- | ------------------ | --- | --- | ----------- |
| 1990 | Young Man          | US99 Gold · (26 Wo.)US | Country12 (74 Wo.)Country |             |
| 1991 | Billy Dean         | US88 Gold · (37 Wo.)US | Country22 (90 Wo.)Country |             |
| 1993 | Fire in the Dark   | US83 Gold · (16 Wo.)US | Country14 (26 Wo.)Country |             |
| 1994 | Men’ll Be Boys     | — | Country51 (10 Wo.)Country |             |
| 1996 | It’s What I Do     | US143 (5 Wo.)US | Country18 (25 Wo.)Country |             |
| 1998 | Real Man           | — | Country41 (5 Wo.)Country |             |
| 2005 | Let Them Be Little | US50 (3 Wo.)US | Country8 (16 Wo.)Country |             |

Weitere Studioalben
- 2005: The Christ (A Song for Joseph)
- 2009: Sings Richard Leigh
- 2010: The One Behind the Wheel
- 2012: A Man of Good Fortune

### Kompilationen
| Jahr | Titel         | Höchstplatzierung, Gesamtwochen, AuszeichnungChartplatzierungen (Jahr, Titel, Platzierungen, Wochen, Auszeichnungen, Anmerkungen) | Höchstplatzierung, Gesamtwochen, AuszeichnungChartplatzierungen (Jahr, Titel, Platzierungen, Wochen, Auszeichnungen, Anmerkungen) | Anmerkungen |
| Jahr | Titel         | US | Country | Anmerkungen |
| ---- | ------------- | --- | --- | ----------- |
| 1994 | Greatest Hits | US148 Gold · (11 Wo.)US | Country29 (26 Wo.)Country |             |

Weitere Kompilationen
- 2000: Love Songs
- 2002: Certified Hits
- 2003: The Best of Billy Dean
- 2005: The Very Best of Billy Dean

### Singles
| Jahr | Titel Album                                        | Höchstplatzierung, Gesamtwochen, AuszeichnungChartplatzierungen (Jahr, Titel, Album, Platzierungen, Wochen, Auszeichnungen, Anmerkungen) | Höchstplatzierung, Gesamtwochen, AuszeichnungChartplatzierungen (Jahr, Titel, Album, Platzierungen, Wochen, Auszeichnungen, Anmerkungen) | Anmerkungen                |
| Jahr | Titel Album                                        | US | Country | Anmerkungen                |
| ---- | -------------------------------------------------- | --- | --- | -------------------------- |
| 1990 | Only Here for a Little While Young Man             | — | Country3 (22 Wo.)Country |                            |
| 1991 | Somewhere in My Broken Heart Young Man             | — | Country3 (20 Wo.)Country |                            |
| 1991 | You Don’t Count the Cost Billy Dean                | — | Country4 (20 Wo.)Country |                            |
| 1991 | Only the Wind Billy Dean                           | — | Country4 (20 Wo.)Country |                            |
| 1992 | Billy the Kid Billy Dean                           | — | Country4 (20 Wo.)Country |                            |
| 1992 | If There Hadn’t Been You Billy Dean                | — | Country3 (20 Wo.)Country |                            |
| 1992 | Tryin’ to Hide a Fire in the Dark Fire in the Dark | — | Country6 (20 Wo.)Country |                            |
| 1993 | I Wanna Take Care of You Fire in the Dark          | — | Country22 (20 Wo.)Country |                            |
| 1993 | I’m Not Built That Way Fire in the Dark            | — | Country34 (13 Wo.)Country |                            |
| 1993 | We Just Disagree Fire in the Dark                  | — | Country9 (20 Wo.)Country |                            |
| 1994 | Cowboy Band Men’ll Be Boys                         | — | Country24 (20 Wo.)Country |                            |
| 1994 | Men Will Be Boys Men’ll Be Boys                    | — | Country60 (6 Wo.)Country |                            |
| 1994 | Once in a While 8 Seconds O.S.T.                   | — | Country53 (8 Wo.)Country |                            |
| 1996 | It’s What I Do                                     | — | Country5 (20 Wo.)Country |                            |
| 1996 | That Girl’s Been Spyin’ on Me It’s What I Do       | — | Country4 (20 Wo.)Country |                            |
| 1996 | I Wouldn’t Be a Man It’s What I Do                 | — | Country45 (14 Wo.)Country |                            |
| 1998 | Real Man                                           | — | Country33 (18 Wo.)Country |                            |
| 1998 | Innocent Bystander Real Man                        | — | Country68 (3 Wo.)Country |                            |
| 2000 | Keep Mom and Dad in Love                           | — | Country51 (6 Wo.)Country | mit Suzy Bogguss & Jillian |
| 2003 | I’m in Love with You Let Them Be Little            | — | Country52 (16 Wo.)Country |                            |
| 2004 | Thank God I’m a Country Boy Let Them Be Little     | — | Country27 (20 Wo.)Country |                            |
| 2004 | Let Them Be Little                                 | US68 (11 Wo.)US | Country8 (31 Wo.)Country |                            |
| 2005 | This Is the Life Let Them Be Little                | — | Country52 (2 Wo.)Country |                            |

Weitere Singles
- 1990: Lowdown Lonely
- 1996: I Still Believe in Christmas
- 1997: In the Name of Love
- 2005: Race You to the Bottom
- 2005: Shine On
- 2006: Swinging for the Fence
- 2013: I Can’t Leave a Good Thing

### Gastbeiträge
| Jahr | Titel Album                         | Höchstplatzierung, Gesamtwochen, AuszeichnungChartplatzierungen (Jahr, Titel, Album, Platzierungen, Wochen, Auszeichnungen, Anmerkungen) | Höchstplatzierung, Gesamtwochen, AuszeichnungChartplatzierungen (Jahr, Titel, Album, Platzierungen, Wochen, Auszeichnungen, Anmerkungen) | Anmerkungen                      |
| Jahr | Titel Album                         | US | Country | Anmerkungen                      |
| ---- | ----------------------------------- | --- | --- | -------------------------------- |
| 1998 | One Heart at a Time                 | US56 (20 Wo.)US | Country69 (5 Wo.)Country | mit Various Artists              |
| 1999 | Buy Me a Rose She Rides Wild Horses | US40 (20 Wo.)US | Country1 (37 Wo.)Country | mit Kenny Rogers & Alison Krauss |
| 2001 | America The Beautiful               | — | Country58 (6 Wo.)Country | mit Various Artists              |

## Die bedeutendsten Auszeichnungen
| Jahr | Org. | Award                 | Titel                          |
| ---- | ---- | --------------------- | ------------------------------ |
| 1991 | ACM  | Song Of The Year      | "Somewhere In My Broken Heart" |
| 1991 | ACM  | Top New Male Vocalist |                                |